# Museo de Ciencias Naturales Vicente Di Martino
El Museo de Ciencias Naturales Vicente Di Martino es un museo de historia natural en el que se exhiben piezas zoológicas y paleontológicas. Está ubicado en el Centro Cívico Alborada, balneario de Monte Hermoso, en la provincia de Buenos Aires, en Argentina).

## Historia
Su inauguración fue el 21 de septiembre de 1977 con el nombre de Museo Municipal de Ciencias Naturales de Monte Hermoso. La misma estuvo a cargo de Vicente Di Martino, un coleccionista y aficionado a la paleontología, arqueología e historia residente de Monte Hermoso. En el marco de su 34º aniversario, se le cambió el nombre por el de “Vicente Di Martino” en homenaje a su fundador y director que falleció el 10 de enero de 2011. En sus inicios el museo funcionó en la rambla céntrica, aunque en el año 2007 se trasladó al Centro Cívico Alborada, donde funciona actualmente.
El museo participó en la difusión de numerosos hallazgos, entre ellos, de especies de fauna marina exótica arribada a las costas de Monte Hermoso, como el de un gigantesco pez luna, tortugas marinas, entre otras. Además colaboró en hallazgos paleontológicos, como el de huellas de Scelidotherium de 12.000 años de antigüedad y participó en el hallazgo y en la excavación de sitios arqueológicos, como “Monte Hermoso 1” y “Las Ollas”.

## Características del museo
El museo cuenta con áreas dedicadas a la exhibición permanente de fósiles de mega mamíferos pampeanos extintos y de fauna acuática de la región. Su reconocimiento se cimienta sobre una colección de más de 6.000 piezas fósiles de mega mamíferos.
Lo visitan alrededor de unas 50.000 personas al año. Entre su público asiduo se hallan turistas que visitan la ciudad balnearia, alumnos de colegios primarios, secundarios y estudiantes universitarios.

## Actividades
El museo lleva a cabo diversas actividades como “La Noche de los Museos”; exposiciones itinerantes, charlas educativas, presentaciones audiovisuales y festejos en fechas del calendario ambiental. El establecimiento, además, organiza las visitas guiadas al sitio arqueológico “Monte Hermoso I”, de huellas humanas de siete mil años de antigüedad.